# Parafia Matki Bożej Królowej Polski w Dąbrowie Wielkiej
Parafia Matki Bożej Królowej Polski w Dąbrowie Wielkiej – jest jedną z 9 parafii leżącą w granicach dekanatu złotnickiego. Erygowana w 1968. Mieści się we wsi Nowa Wieś Wielka (jest połączona unią personalną z parafią w tej wsi).

## Dokumenty
Księgi metrykalne: 
- ochrzczonych od 1968 roku
- małżeństw od 1967 roku
- zmarłych od 1964 roku